# Дерфельден Отто-Вільгельм Христофорович
О́тто-Вільге́льм Христофо́рович фон Дерфе́льден (рос. Отто-Вильгельм Христофорович фон Дерфельден; нар. 1735 — пом. 9 (21) вересня 1819) — генерал від кавалерії (від 1796 року).

## Біографія
Дерфельден походив зі старовинного німецького дворянського роду, представники якого в XVI столітті переселилися до Прибалтики. Був сином небагатого дворянина Естляндської губернії, який залишив у спадок Дерфельдену тільки 46 душ селян. Здобув домашню освіту. 1751 року Дерфельдена записали капралом у Кінну гвардію.
На початку 1791 року через хворобу Дерфельден змушений був покинути армію. 1792 року, після одужання, отримав у командування корпус у Литві, з яким взяв участь у військових діях проти польських конфедератів, примусивши 1793 року до здачі фортецю у Кам'янці-Подільському. Зранку 21 квітня (2 травня) комендант фортеці Злотницький виїхав за фортечні ворота (по дорозі на Жванець), де його очікував Дерфельден з генералами Морковим, Разумовським, Кноррінгом, В'єлевейським, який за кілька тижнів до того перейшов у російську службу, та іншими офіцерами. Після привітань, о пів на дванадцяту, вони вирушили в місто. Тут у католицькому кафедральному костелі Злотницький склав присягу на вірність російській імператриці Катерині II. Далі він передав ключі від фортеці Дерфельдену. Той негайно повернув їх Злотницькому.